# Surgana

Surgana är en ort (census town) i delstaten Maharashtra i västra Indien. Befolkningen uppgick till 6 263 invånare vid folkräkningen 2011. Surgana är administrativ huvudort för en tehsil (en kommunliknande enhet) med samma namn som staden, och tillhör distriktet Nashik. Surgana med omgivning var en vasallstat i Brittiska Indien.